# Diversidad sexual en Loja

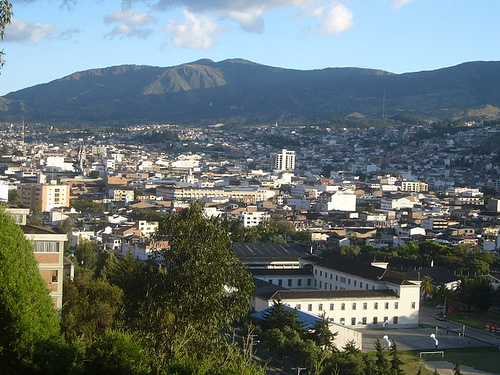
Vista panorámica de la ciudad ecuatoriana de Loja.

La diversidad sexual en Loja engloba las distintas manifestaciones de sexualidad y género de las poblaciones LGBT que han habitado la ciudad ecuatoriana de Loja a lo largo de su historia. La urbe es la capital de la provincia del mismo nombre, que para 2023 era la cuarta con mayor población LGBT a nivel nacional.
Loja fue la primera ciudad de Ecuador en establecer una Mesa Institucional LGBTI, organismo creado por autoridades locales en 2021 que reúne a representantes de distintas entidades del Estado y de las poblaciones LGBT para garantizar sus derechos. La ciudad es además cada año el escenario de una serie de actividades de activismo durante el mes de junio en honor al Día Internacional del Orgullo LGBT, como conversatorios, talleres, carreras de tacones y una marcha del orgullo que recorre las calles del centro de la ciudad.
La aceptación de las personas LGBT en la urbe ha aumentado en las últimas décadas, aunque aún existen actos de discriminación y estigma social, por lo que muchas personas prefieren permanecer en el armario. Durante la década de 1990, las personas LGBT solían ser encarceladas bajo acusaciones de escándalo público o falta de respeto a las autoridades. También era común el acoso en centros educativos por parte de otros estudiantes, por lo que muchas personas LGBT abandonaban los estudios.
En años recientes, se han presentado pocas denuncias de vulneraciones de derechos a personas LGBT en la ciudad. Las entidades encargadas de responder a cualquier tipo de denuncia de este tipo son la Defensoría de Pueblo y la Junta Cantonal de Protección de Derechos.
Entre las principales problemáticas actuales de las poblaciones sexualmente diversas de la ciudad se encuentra la falta de inserción laboral, particularmente en las personas transgénero, que no suelen ser contratadas debido a la estigmatición social. También ha habido falta de atención para las personas LGBT detenidas en el Centro de Rehabilitación Social de Loja, que en 2022 pudieron realizar por primera vez una celebración por el orgullo LGBT dentro de la cárcel.
Del lado del activismo por los derechos LGBT, han destacado figuras como las activistas Franchesca Jara y María Cristina Fierro. En reconocimiento a su trabajo en favor de la comunidad, el 30 de junio de 2023 se inauguró un mural en honor a Jara, en las cercanías del Hospital del IESS.
De acuerdo al Censo de Población y Vivienda de Ecuador de 2022, 3987 personas de Loja se identificaron abiertamente como LGBT, lo que posicionó a la ciudad como la décima del país en cuanto a cantidad de personas pertenecientes a la diversidad sexual.

## Marcha del Orgullo LGBT de Loja

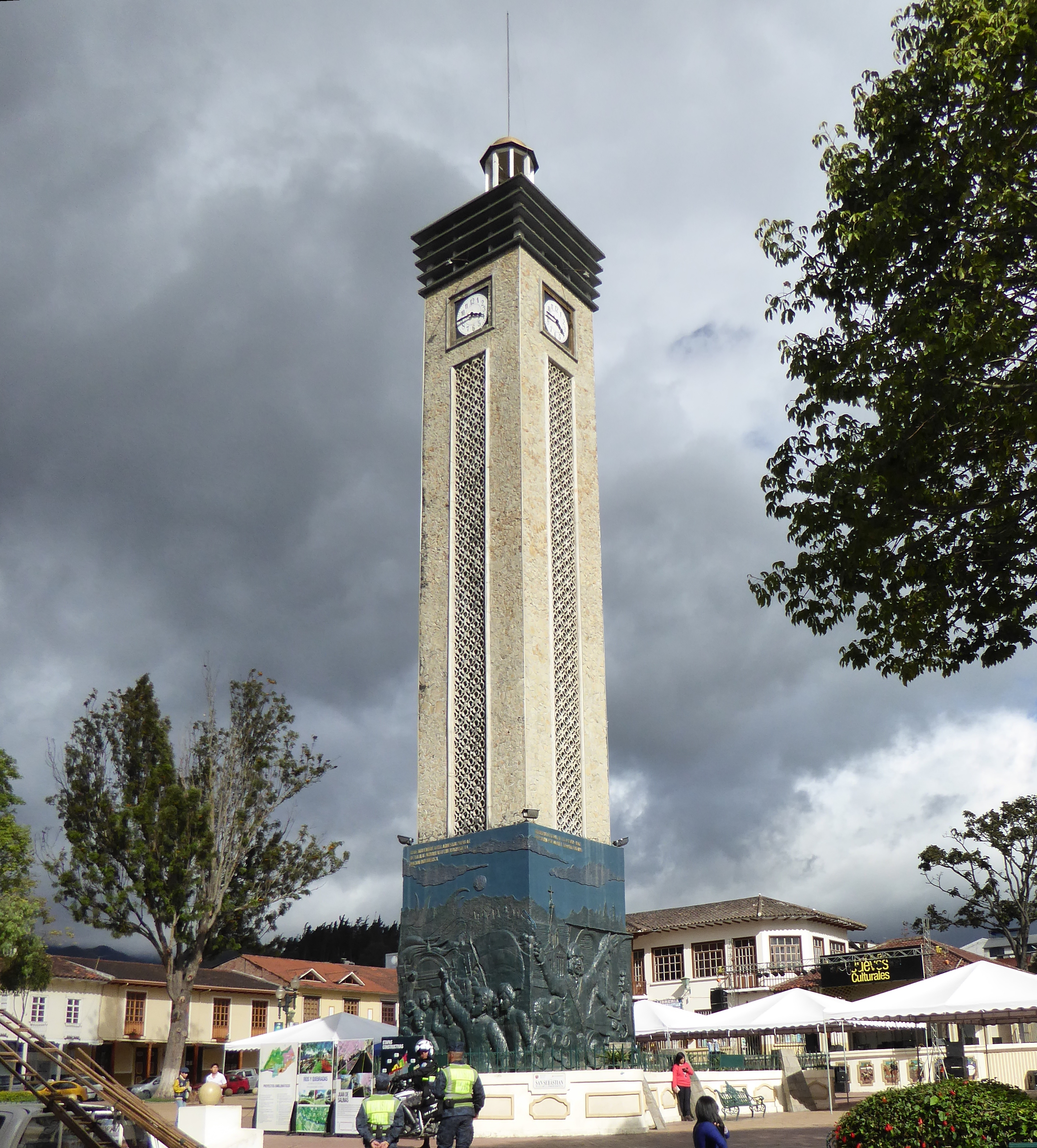
La Plaza de San Sebastián, sitio donde habitualmente finaliza la Marcha del Orgullo LGBT de Loja.

La Marcha del Orgullo LGBT de Loja es una manifestación que se celebra de forma anual en el marco del Día Internacional del Orgullo LGBT para visibilizar a las poblaciones pertenecientes a la diversidad sexual y exigir la igualdad de derechos. La marcha recorre las calles céntricas de la urbe y reúne a personas LGBT locales, así como a delegaciones de otros cantones de la provincia de Loja y de provincias aledañas. Durante el evento, personas portando banderas LGBT y carteles desfilan junto a carros alegóricos y batucadas.
La marcha se realizó por primera vez en 2010 y se llevó a cabo gracias a la gestión de la activista Franchesca Jara, quien en reiteradas ocasiones le pidió permiso al alcalde Jorge Bailón para realizar el evento hasta que logró convencerlo. La marcha del año siguiente, que avanzó por la avenida Salvador Bustamante Celi y finalizó en el Parque Jipiro, reunió una veintena de personas.
La edición de 2016, que fue la séptima de su historia, contó con la participación de la banda musical de la Policía Nacional. La misma inició en la Plaza de El Valle y prosiguió por la avenida Salvador Bustamante Celi, para luego llegar al hospital de la Sociedad de Lucha contra el Cáncer (SOLCA).
Debido a la pandemia de COVID-19, la marcha fue cancelada en 2021 y en su lugar se realizó un plantón frente a la catedral de la ciudad en donde se entregó información sobre prevención de COVID-19 y VIH. Integrantes de la comunidad LGBT se reunieron además con el gobernador de la provincia para comunicarle algunas de sus problemáticas.
La edición de 2022 reunió un centenar de personas e inició en la Puerta de la Ciudad, luego recorrió las calles 18 de Noviembre y Alonso de Mercadillo y finalizó en la Plaza de San Sebastián. La marcha de 2023, que se desarrolló el 24 de junio y fue la número 12, realizó el mismo recorrido que la edición anterior y finalizó con un espectáculo artístico de danza, música y grupos folclóricos. Para 2024, la marcha alcanzó los 300 asistentes.